# Híxar
Híxar (castellà: Híjar, aragonès: Íxar) és un municipi d'Aragó, a la província de Terol i capital de la comarca del Baix Martín. És a 72 km de Saragossa i sobre el riu Martín. Un element destacat d'aquesta població, juntament amb tota la comarca, és la Ruta del Tambor i el Bombo, que cada any per Setmana Santa omple els carrers del soroll dels timbals.

## Arquitectura
L'església de Santa María la Mayor, declarada bé d'interès cultural, és un dels temples mudèjars més destacats d'Aragó.

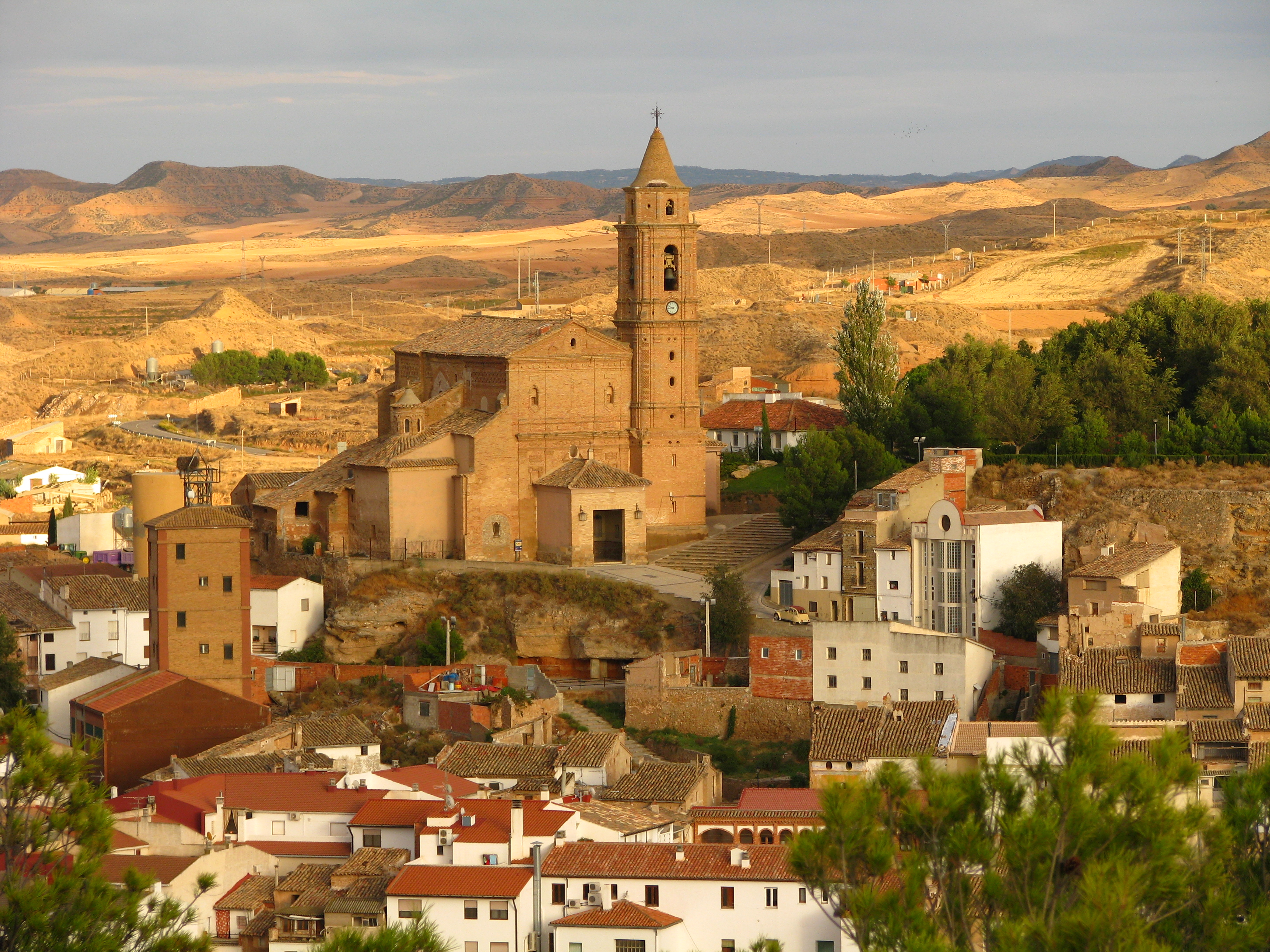
Església de Santa María la Mayor

La construcció va començar al segle xiv, i va ser remodelada als segles xvi, xviii i xix. L'exterior presenta una façana renaixentista, mentre que l'interior consta d'una nau única dividida en tres trams amb capelles obertes als costats entre els contraforts. Tancada al culte des de 2007 per perill d'esfondrament, en un futur pròxim es pensen escometre els necessaris treballs de reforma.
Un altre edifici religiós de gran interès és l'ermita de San Antonio Abad, antiga sinagoga reconvertida, gairebé sense reformes, a ermita després de l'expulsió dels jueus el 1492. Conserva molt bé l'estructura original amb una sola nau i coberta a doble vessant. Recents estudis arqueològics han permès localitzar al centre de la nau la posició de l'estrada des d'on el hazan dirigia l'oració. Al costat de la sinagoga hi havia la «Casa del Rabí», destruïda no fa molts años.
Altres notables construccions cristianes es troben disseminades per la localitat. L'Ermita del Calvari o del Sant Sepulcre, temple de planta de creu grega, data del segle xvii. Té una nau única, amb un creuer sortint, cobert per una cúpula de mitja taronja sobre petxina i capçalera recta. Les parets interiors es troben decorades per pintures murals de mitjans del segle xx.
El calvari d'Híxar, el més interessant i complet de la comarca, es compon d'un caminador, al qual hi ha les estacions, que componen el Via Crucis, que condueixen fins a l'ermita.
Una altra ermita, la del Carmen, amb un annex de la Casa d'Exercicis, està totalment reconstruïda. La de Santa Bárbara, del segle xvi i restaurada el 1945, està construïda en maó a partir d'una torrassa circular existent a la muntanya. Consta d'una única nau, dividida per tres arcs torals.
Un altre edifici religiós és el convent dels franciscans, fundat el 1300 i dedicat a la Mare de Déu dels Àngels. Actualment és gairebé en ruïnes.
El castell-palau dels Ducs d'Híxar s'alça sobre una elevació que domina en altura la localitat. És una fortalesa, originàriament islàmica, amb reformes efectuades en els segles xv i posteriors. De tot el conjunt del castell es conserva una torrassa amb matacans, una esvelta torre cilíndrica de tàpia, un pati central i les restes del palau ducal.
L'anomenada Torre Mora és una torre albarrana a l'extrem nord de la plaça del castell. Correspon a una torre típicament islàmica, construïda en maçoneria i arrebossada amb morter de calç. Restaurada a inicis del segle xxi, va ser recoberta amb ciment gris i pintada de color taronja.
El call d'Híxar, catalogat com Bé d'interès cultural, s'articula al voltant de la plaça triangular de San Antón i els carrers contigus de la Font, Jesús i Azaguán. El barri és als peus de la plaça del Castell, sota l'església. Estructuralment és un conjunt de carrers estrets amb cases baixes i estretes per al millor aprofitament de l'espai.
A la fi del segle xv el call comptava amb uns 150 veïns i disposava d'un propi forn, carnisseria, un bany ritual o miqwé, el «fossar» i escola talmúdica.
La plaça de Sant Antón, de proporcions molt allargades, combina exemples d'arquitectura popular amb alguns edificis més formals, tots ells presidits per l'església de Sant Antoni Abat que dona nom a la plaça. Com ja s'ha dit, el temple és l'antiga sinagoga, de la qual es conserva l'arc d'entrada.